# Eko-Brücke

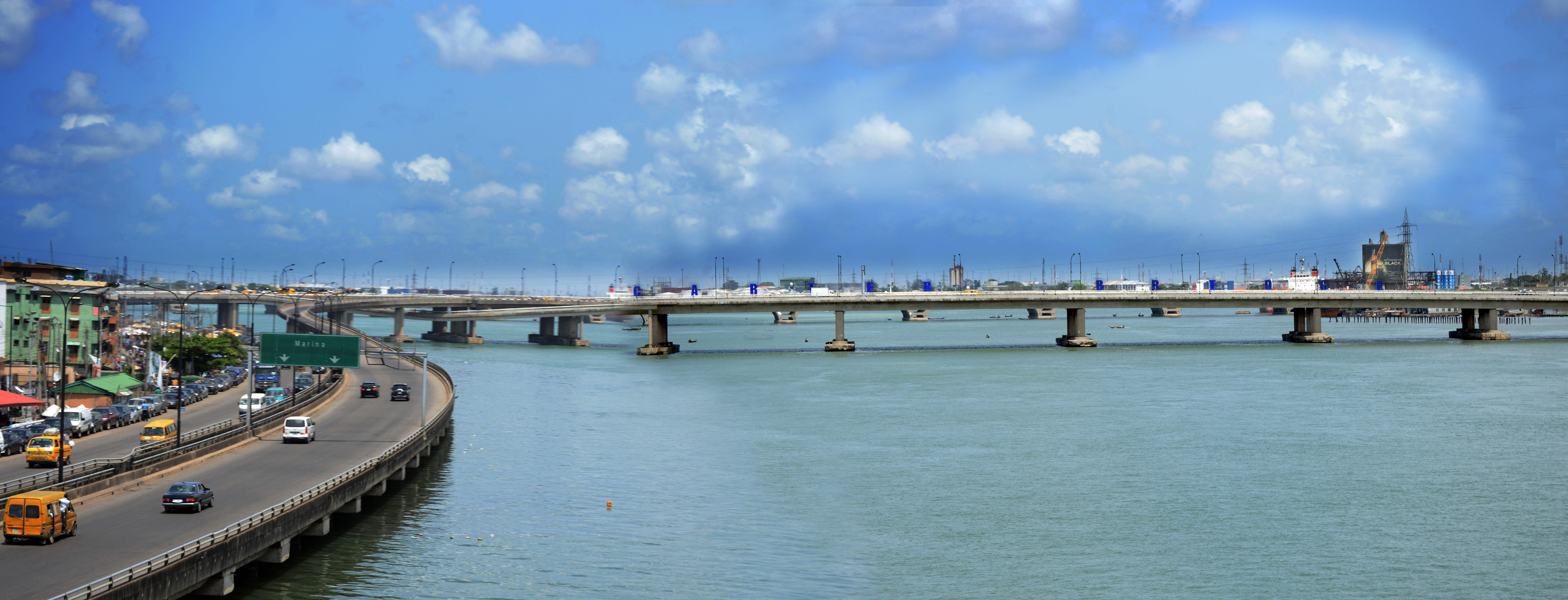
Eko Bridge

Die Eko-Brücke (engl. Eko Bridge) ist eine Brücke in der nigerianischen Stadt Lagos. 
Die Eko-Brücke verbindet das Stadtzentrum Lagos Island und die benachbarten Finanz- und Regierungszentren Ikoyi und Victoria Island über die Lagune von Lagos hinweg mit den Stadtteilen Apapa und Surulere auf dem nördlichen Festland. Im Osten der Eko-Brücke verlaufen ungefähr in dieselbe Richtung die Third Mainland Bridge und die Carter-Brücke. Die Eko-Brücke ist die kürzeste der drei Brücken – mit ihren Verlängerungen auf dem Land ist sie 1350 m lang, das Mittelstück erstreckt sich über eine Distanz von 430 m. Die Spannweite der v-förmigen Brückenpfeiler beträgt 60 m. 
Die Spannbetonbrücke wurde vom deutschen Bauunternehmen Julius Berger Nigeria in drei Phasen zwischen 1965 und 1975 erbaut. Eko war der einheimische Name von Lagos, bevor portugiesische Seefahrer 1472 an der Küste landeten.